# Trabalho acadêmico
Trabalho acadêmico (português brasileiro) ou académico (português europeu) é o texto (em sentido lato ou estrito) resultado de algum dos diversos processos ligados à produção e transmissão de conhecimento executados no âmbito das instituições ensino, pesquisa e extensão universitária, formalmente reconhecidas para o exercício dessas atividades.

## Finalidades
As diversas finalidades do trabalho acadêmico podem se resumir em apresentar, demonstrar, difundir, recuperar ou contestar o conhecimento produzido, acumulado ou transmitido.
Ao apresentar resultados, o texto acadêmico atende à necessidade de publicidade relativa ao processo de conhecimento. A pesquisa realizada, a ideia concebida ou a dedução feita perecem se não vierem a público; por esse motivo existem diversos canais de publicidade adequados aos diferentes trabalhos: as defesas públicas, os periódicos, as comunicações e a multimídia virtual são alguns desses.
A demonstração do conhecimento é necessidade na comunidade acadêmica, onde esse conhecimento é o critério de mérito e acesso. Assim, existem as provas, concursos e diversos outros processos de avaliação pelos quais se constata a construção ou transmissão do saber.
Difundir o conhecimento às esferas externas à comunidade acadêmica é atividade cada vez mais presente nas instituições de ensino, pesquisa e extensão, e o texto correspondente a essa prática tem característica própria sem abandonar a maior parte dos critérios de cientificidade.
A recuperação do conhecimento é outra finalidade do texto acadêmico. Com bastante freqüência, parcelas significativas do conhecimento caem no esquecimento das comunidades e das pessoas; a recuperação e manutenção ativa da maior diversidade de saberes é finalidade importante de atividades científicas objeto da produção de texto.
Quase todo conhecimento produzido é contestado. Essa contestação, em que não constitua conhecimento diferenciado, certamente é etapa contribuinte no processo da construção do saber que contesta, quer por validá-lo, quer por refutá-lo.
As finalidades do texto acadêmico certamente não se esgotam nessas, mas ficam aqui exemplificadas. Para atender à diversidade dessas finalidades, existe a multiplicidade de formas, entre as quais se encontram alguns conhecidos tipos, sobre os quais se estabelece conceito difuso.

## Tipos
Apresentamos, a seguir, alguns dos tipos mais comuns dos trabalhos acadêmicos formais, não considerando provas, exercícios e outros textos menos significativos.
Há ainda sites, trabalhos de multimídia, encenações e outros que não são considerados, uma vez que o foco deste tópico está concentrado na produção escrita formal.

### Trabalhos acadêmicos longos
- Tese
- Dissertação
- Monografia
- Trabalho de conclusão de curso

### Trabalhos acadêmicos curtos
- Artigo
- Relatório
- Fichamento
- Resenha
- Comunicação

## Estrutura
Os trabalhos acadêmicos maiores – monografias, dissertações e teses, relatórios – seguem estrutura mais ou menos homogênea, apresentada na ordem abaixo, com pequenas variações. Quando esses trabalhos são transformados em livros, a base é a mesma, apenas com variações formais. A ordem dos elementos pré-textuais e pós-textuais varia eventualmente, segundo diferentes interpretações e orientações; não há uniformidade de critérios entre as diferentes instituições e normas.

### Pré-texto
1. capa (*) - elemento que deve constar entre as páginas introdutórias somente quando a cobertura do conteúdo for transparente, deve ser impressa na cobertura quando ela for opaca, externamente; muitas vezes a capa interna é solicitada mesmo quando a cobertura é opaca. Capa é, necessariamente, o elemento externo, para identificação do trabalho. A capa contém:
  1. nome do autor (na margem superior);
  2. título do trabalho (mais ou menos centralizado na folha);
  3. instituição onde o trabalho foi executado (na margem inferior);
  4. cidade e ano de conclusão do trabalho (na margem inferior).
2. folha-de-rosto - deve conter:
  1. as mesmas informações contidas na capa;
  2. as informações essenciais da origem do trabalho;
3. ficha catalográfica - localizada no verso da página de rosto e na parte inferior da mesma. Deverá ser elaborada por profissional bibliotecário, para padronização das entradas de autor, orientador e definição dos cabeçalhos de assunto a partir de índices de assuntos reconhecidos internacionalmente.
4. folha de aprovação (**) - deve conter data de aprovação, nome completo e local para assinatura dos membros da banca examinadora. Outros dados como notas, pareceres, podem ser incluídos nesta página a critério da instituição;
5. nominata(**) - é a lista de cargos e nomes das principais autoridades da administração da instituição de vínculo do pesquisador – universidade e instituto, por exemplo;
6. dedicatória(*) - tem a finalidade de oferecer o trabalho a alguém como homenagem de gratidão especial. Este item é dispensável, mas usual. São preferíveis as mais formais;
7. agradecimentos(*) - manifestação de gratidão àqueles que contribuíram na elaboração do trabalho. É outro item dispensável e usual, a formalidade aqui é também recomendada;
8. sumário - partes de que se compõe o trabalho; não confundir com índices;
9. epígrafe(*) - citação de um pensamento que, de certa forma, embasou ou inspirou o trabalho. Pode ocorrer, também, no início de cada capítulo ou partes principais;
10. índices: de figuras, mapas, tabelas, gráficos, fotografias (*);
11. lista de abreviaturas[1]
12. resumo - tem por objetivo dar visão rápida do conteúdo ao leitor, para que ele possa decidir sobre a conveniência da leitura do texto inteiro. Deve ser totalmente fiel ao trabalho e não pode conter nenhuma informação que não conste do texto integral. A primeira frase do resumo deve ser significativa, explicar o tema principal do documento. Não devem constar do resumo citação de autores, tabelas e figuras. O resumo pode ser precedido da referência bibliográfica completa do documento e deve, preferencialmente, estar contido em único parágrafo e única página. De acordo com a norma[2], o resumo deve conter até 250 palavras para monografias e até 500 palavras para dissertações e teses. Para contar o número de palavras do resumo, use o menu Ferramentas e Contar palavras [3]. O resumo deve ser vertido para o inglês, por ser a língua de maior difusão da produção científica, sendo facultado ainda fazer versões para outras línguas, o francês comumente, em caso de interesse específico. Esse abstract e o résumé são inseridos depois do resumo.

### Texto
“Conjunto de palavras e frases articuladas, escritas sobre qualquer suporte”. “Obra escrita considerada na sua redação original e autêntica (por oposição a sumário, tradução, notas, comentários, etc.)”.
É a parte em que todo o trabalho de pesquisa é apresentado e desenvolvido; deve expor raciocínio lógico, ser bem estruturado, fazer uso de linguagem simples, clara e objetiva.
1. introdução - apresenta o tema e indica aos leitores a linha do trabalho, sua motivação e o plano da obra, com alguns elementos das conclusões alcançadas; menciona a importância do trabalho e justifica contextual e pessoalmente a necessidade da realização do empreendimento. A introdução deve ambientar o leitor. Cita fatos históricos importantes e trabalhos clássicos. A caracterização do problema, as justificativas e as hipóteses podem ser incluídas na introdução ou destacadas à parte, quando for o caso. Autores podem ser citados, mas não se trata de revisão; apenas trabalhos de relevância para a caracterização do contexto devem ser citados. A introdução deve ter cerca de três ou quatro páginas. Apresenta, no seu final, o objetivo do trabalho, de maneira clara e direta. É importante que o objetivo apresentado tenha relação direta com o texto exposto no corpo da introdução[3].
2. desenvolvimento - varia muito conforme o tipo do trabalho. Em pesquisas experimentais é comum subdividir essa parte em revisão da literatura, metodologia, resultados e discussão. Entretanto, em pesquisas qualitativas, muitas vezes essa estrutura não é adequada. Em qualquer tipo de pesquisa é importante apresentar os trabalhos realizados por outros pesquisadores. A redação desta revisão da literatura normalmente é de grande dificuldade, sobretudo pelos que se iniciam no universo científico-acadêmico. Em face dessa dificuldade, muitos optam por apenas resumir os trabalhos lidos em um ou dois parágrafos e apresentá-los em ordem cronológica. Deve-se evitar esse tipo de redação, pois, além de tedioso, o texto escrito dessa forma não apresenta de maneira eficiente o que já existe publicado sobre o tema. O texto deve apresentar as diferentes correntes de pesquisadores que estudaram a questão, deve ser fluente e os parágrafos devem possuir articulação entre si, cada um contendo ideias que evoluíram do parágrafo anterior e que preparam o seguinte.
3. conclusão - conclusões ou recomendações apresentam, objetivamente, o desfecho do trabalho a partir dos resultados. É sempre importante apresentá-las de maneira relativa. Evita-se a redação do tipo “não houve influência do rádio na aculturação dos povos indígenas…”, e se dá preferência a textos como “não foi possível demonstrar a influência do rádio na aculturação dos povos indígenas…”. Colocam-se lado a lado os objetivos e as conclusões, assegurando-se que não tenham sido citadas conclusões que não foram objetivos do trabalho [3].

### Pós-texto
1. referência bibliográfica ou bibliografia;
2. anexos ou apêndices(*).

Material suplementar de sustentação ao texto (por exemplo: questionário aplicado, roteiro de entrevista ou observação, lei discutida no corpo do texto)
1. glossário(*) - explicação dos termos técnicos, verbetes ou expressões que constem do texto ou que o complementem. Elemento facultativo, a ser inserido de acordo com necessidade, é uma lista em ordem alfabética de palavras especiais, de sentido pouco conhecido, obscuro ou de uso muito restrito, ou palavras em língua estrangeira acompanhadas de suas respectivas definições;
2. índices onomásticos, remissivos, cronológicos, toponímicos;
3. contra-capa(**).

(*) – Elementos adicionados de acordo com as necessidades.
(**) – A critério da instituição.